# Ákos Ernye

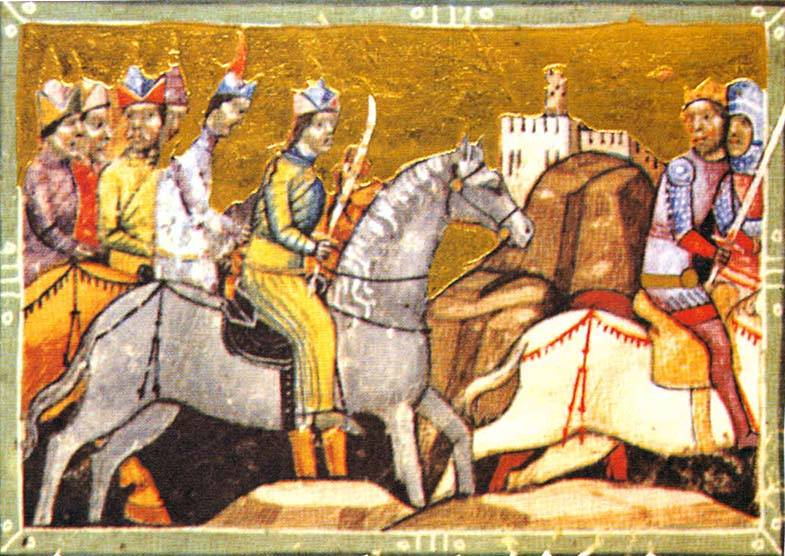
IV. Béla 1250 júliusában Ernye főlovászmester számára kiállított oklevelében ez áll: „a saját menekülésére szánt lovat személyünk megmentése érdekében átadta nekünk” (illusztráció, Képes krónika 125. oldal)

Ákos Ernye vagy Erne (? – 1275. január után) országbíró háromszor is (1267. január–1270. május; 1274. június; 1274. szeptember–1275. január), ezenkívül még több tisztséget is betöltött élete során.

## Élete
Az Ákos nemzetség Erne ágából származott. Ákos Erdő fia, két fiútestvére volt. Ismeretlen nevű feleségétől egyetlen fia, Ákos István nádor, tartományúr született. A történeti forrásokban 1241-től szerepel. Részt vett az 1241. április 11-én lezajlott muhi csatában. A csatából menekülve átadta lovát IV. Béla királynak, azután megint harcba indult a tatárok ellen; egy időre feltartóztatta az üldözőket, és bár súlyosan megsebesült, sikerült elmenekülnie. Felgyógyulása után követte a királyt, és Trau vára alatt kémkedett a tatárok táboránál.
1243(?)-ban, a Miskolc nembeli Domokos bán halála után ő örökölte a bán birtokait:
Borsod megyében: Vadna, Ivánka és a ma már puszta Harnócz, Barcza és Karácsonyfalva volt.
Gömör megyében a régi tornai uradalomból kialakított pelsőczi uradalom falvait: Pelsőc, Ardó, Lekenye, Kún-Taplócza, Somkút, Csetnek és az ismeretlen Mirk.
Sopron megyében: a Borsmonostori apátságnak ajándékozott birtokai voltak.
Moson megyében: 2 falu; a Pozsonytól délre eső Flancendorf és a mellette fekvő Hetesér.
Komárom megyében: 1233-ig birtoka volt a Tata melletti Szomód, Usztancs, valamint Dunaszél.
Vas megyében: egy ideig Bors birtoka volt Ivánc és Viszák és 6 másik, ismeretlen helyen fekvő falu;
és ezzel megalapozta  fia, Ákos István kiskirályságát.
1246-ban részt vett a II. (Harcias) Frigyes osztrák herceg elleni háborúban. 1250-ben ismét az osztrákok ellen harcolt, 1270-ben részt vett a II. Ottokár cseh király elleni háborúban.
1248 és 1251 között lovászmester és szolgagyőri ispán, 1251 második felében varasdi ispán, 1252 augusztusa és 1260 között erdélyi vajda, 1254-ben borsodi, 1256-ban bácsi ispán, 1262–1267-ben ozorai és sói bán, 1263–1267-ben nyitrai ispán volt. 1264-ben IV. Béla a trónt követelő herceg, a majdani V. István ellen küldte, de serege élén vereséget szenvedett és elfogták, a király és fiának kibékülése után visszanyerte szabadságát. 1270–1272-ben tárnokmester, 1272-ben somogyi és varasdi, 1274-ben szatmári ispán. Birtokainak központja Borsod vármegyében volt, itt építtette fel várát, Dédest.

## Emlékezete
- Karczag György Zúgó nyilak c. történelmi regénye mutatja be Ernye bán kalandos életét, az írói képzelet eszközeivel kiegészítve az ismert történelmi tényeket. A könyvet 1970-ben jelentette meg a Móra Ferenc Könyvkiadó.
- Makkai Sándor Sárga vihar c. romantikus történelmi regényének a muhi csatáról és a király visszatéréséről szóló fejezeteiben leírja Ákos Ernye cselekedeteit (Szépirodalmi Könyvkiadó, 1980).
- Miskolcon 1947-től utca viseli a nevét.